# The Detective
The Detective, o The Detective Game come appare a video, è un'avventura grafica di investigazione sviluppata da Sam Manthorpe e pubblicata dalla Argus Press Software per Commodore 64 nel 1986.
Ne è stato tratto un remake freeware per Nintendo DS nel 2009.

## Trama
Il gioco è ambientato a Londra nel 1974, nei panni del detective Snide di Scotland Yard. Snide arriva alla villa del magnate Angus McFungus, avvertito da un messaggio anonimo del suo omicidio. Si scopre che l'uomo è stato ucciso da qualcuno che si trova ancora in casa e compito dell'ispettore sarà quello di raccogliere prove e indizi che rivelino l'identità dell'assassino. Man mano che il tempo passa, però, altri ospiti della villa McFungus vengono eliminati dal misterioso omicida con metodi fantasiosi, compreso lo spiaccicamento sotto un pianoforte gettato dall'alto.

## Modalità di gioco
Il gioco si svolge nelle numerose stanze della magione, che ha tre piani, rappresentate in 3D con visuale isometrica, compresi corridoi lunghi con schermata a scorrimento. 
Il giocatore controlla direttamente i movimenti a piedi di Snide e ha a disposizione numerosi comandi tramite un sistema di icone, in particolare esaminare, manipolare e utilizzare gli oggetti che trova. Quando Snide è nei pressi di un oggetto giocabile il bordo lampeggia per avvisare. Si possono trasportare fino a 6 oggetti alla volta, ma il limite si può aumentare se si riesce a ottenere un apposito contenitore.
Per la casa vagano diversi personaggi eccentrici: residenti, ospiti e membri della servitù, che quando incontrati possono essere fermati per interrogarli sul defunto, sugli oggetti o sulle altre persone.
C'è un limite di tempo totale per risolvere il caso, ma è possibile mettere in pausa.